# Южная (Башкортостан)
Ю́жная (баш. Южная) — деревня в Уфимском районе Республики Башкортостан Российской Федерации. Входит в состав Русско-Юрмашского сельсовета.

## География

### Географическое положение
Расстояние до:
- районного центра (Уфа): 26 км,
- центра сельсовета (Русский Юрмаш): 8 км,
- ближайшей ж/д станции (Юрмаш): 11 км.

## История
9 февраля 2008 года деревне Волково присвоено наименование Южная.

## Население
| 2009 | 2010 |
| ---- | ---- |
| 21   | ↘7   |